# Kabinett Kielsen IV
Das Kabinett Kielsen IV war die 22. Regierung Grönlands. Sie wurde als Minderheitsregierung gebildet, nachdem die Partii Naleraq die vorherige Koalition verlassen und so den Regierungsparteien die Mehrheit entzogen hatte.

## Entstehung, Bestehen und Zerfall
Nach der Parlamentswahl im April 2018 war eine Koalition aus Siumut, Partii Naleraq, Atassut und Nunatta Qitornai gebildet worden. Aus Protest kündigte die Partii Naleraq bereits im September die Koalition auf, womit das Kabinett Kielsen III regierungsunfähig wurde. Premierminister Kim Kielsen begann am 21. September Verhandlungen mit der Inuit Ataqatigiit und den Demokraatit, um eine neue Mehrheit zu erreichen. Ihm blieb Zeit bis zum 28. September, bevor ohne neue Koalition Neuwahlen ausgerufen würden oder Sara Olsvig mit der Bildung einer Inuit-Ataqatigiit-geführten Regierung beauftragt würde. Am 24. September erklärte Sara Olsvig die Koalitionsgespräche von Seiten der IA für gescheitert, da man zu große Differenzen innerhalb der Siumut sah. Für den 26. September wurden Gespräche zwischen der Siumut und den Demokraatit unter Niels Thomsen anberaumt. Man bewertete die Gespräche anschließend als konstruktiv und ließ von Parlamentspräsident Hans Enoksen die Herbstsitzung des Inatsisartut auf den 3. Oktober verlegen, um die Koalitionsgespräche in Ruhe beenden zu können. Am 28. September erklärten auch die Demokraatit, dass sie keine Koalition eingehen würden, gleichfalls aufgrund der Zerstrittenheit innerhalb der Siumut. Stattdessen sicherten sie zu, eine Minderheitsregierung von Siumut, Atassut und Nunatta Qitornai zu tolerieren.
Während Inuit Ataqatigiit und Partii Naleraq die geplante Regierungsbildung deutlich kritisierten, sprach sich Suleqatigiissitsisut dafür aus. Schließlich unterschrieben Kim Kielsen, Siverth K. Heilmann und Vittus Qujaukitsoq am 2. Oktober den Koalitionsvertrag. Die Kabinettsliste wurde am 5. Oktober bekanntgegeben.
Bereits nach knapp zwei Wochen musste Doris J. Jensen zurücktreten, nachdem ihr das Missvertrauen des Parlaments wegen des Missbrauchs ihrer Tankkarte mitgeteilt wurde. Nach anderthalb Monaten trat Simon Simonsen aus privaten Gründen zurück. Zudem war Siverth K. Heilmann von November 2018 bis März 2019 krankgeschrieben.
Am 9. April 2019 verließ die Atassut die Regierung aus Unzufriedenheit. Zudem war von der Mehrheit der Parteien Minister Aqqalu Jerimiassen das Misstrauen mitgeteilt worden, da er den Klimawandel für nicht menschengemacht erachtete. Zeitgleich trat aus Nikolaj Jeremiassen aus, nachdem ihm ebenfalls das Misstrauen ausgesprochen worden war, weil er die Frage nach möglicher Überfischung nicht widerspruchslos beantworten konnte.

## Kabinett
| Minister                              | Ministerium                                              | Anmerkung                                                           |
| ------------------------------------- | -------------------------------------------------------- | ------------------------------------------------------------------- |
| Kim Kielsen (Siumut)                  | Premierminister                                          |                                                                     |
| Martha Abelsen (Siumut)               | Gesundheit, Soziales und Justiz                          | ab dem 24. Oktober 2018                                             |
| Ane Lone Bagger (Siumut)              | Bildung, Kultur, Kirche und Äußeres                      |                                                                     |
| Karl Frederik Danielsen (Siumut)      | Wohnungswesen und Infrastruktur                          | ab dem 29. November 2018                                            |
| Siverth K. Heilmann (Atassut)         | Natur, Umwelt und Forschung                              | krankgeschrieben vom 5. November 2018 bis zum 1. März 2019          |
| Doris J. Jensen (Siumut)              | Gesundheit, Soziales und Justiz                          | bis zum 17. Oktober 2018                                            |
| Erik Jensen (Siumut)                  | Rohstoffe und Arbeitsmarkt                               |                                                                     |
| Erik Jensen (Siumut)                  | Rohstoffe, Arbeitsmarkt, Gesundheit, Soziales und Justiz | vom 17. Oktober 2018 bis zum 24. Oktober 2018 (interim)             |
| Erik Jensen (Siumut)                  | Rohstoffe, Arbeitsmarkt, Natur, Umwelt und Forschung     | vertretungsweise vom 5. November 2018 bis zum 1. März 2019          |
| Nikolaj Jeremiassen (Siumut)          | Fischerei, Jagd und Landwirtschaft                       |                                                                     |
| Aqqalu Jerimiassen (Atassut)          | Erwerb und Energie                                       |                                                                     |
| Aqqalu Jerimiassen (Atassut)          | Erwerb, Energie, Wohnungswesen und Infrastruktur         | vertretungsweise vom 5. November 2018 bis zum 29. November 2018     |
| Vittus Qujaukitsoq (Nunatta Qitornai) | Finanzen und Nordische Zusammenarbeit                    |                                                                     |
| Simon Simonsen (Siumut)               | Wohnungswesen und Infrastruktur                          | krankgeschrieben ab dem 5. November 2018; bis zum 29. November 2018 |